# Spectroscopie de perte d'énergie des électrons
La spectroscopie de perte d'énergie des électrons (electron energy loss spectroscopy, EELS) est une technique d'analyse dans laquelle le matériau à analyser est exposé à un faisceau d'électrons dont l'énergie cinétique est située dans une plage relativement étroite. Certains de ces électrons seront soumis à des interactions inélastiques avec l'échantillon, ce qui signifie qu'ils perdront de l'énergie et que leurs trajectoires subiront une déflexion faible et aléatoire. Cette perte d'énergie peut être mesurée par un analyseur en énergie et interprétée par certains phénomènes physiques ce qui permettra finalement de donner des informations sur l'échantillon. Les interactions inélastiques mettent en jeu l'excitation de phonons, les transitions entre couches électroniques, l'excitation de plasmons, l'ionisation par perte d'électron interne et l'Effet Tcherenkov. Les ionisations par perte d'électrons de la couche interne sont particulièrement intéressantes pour identifier la composition élémentaire de l'échantillon. Par exemple, on pourrait trouver un grand nombre d'électrons subissant une perte d'énergie de 285 électron-volts car c'est précisément l'énergie nécessaire pour extraire un électron interne d'un atome de carbone. Ceci renseignera sur la composition en carbone de l'échantillon. En observant quel est le spectre des pertes en énergie, on peut estimer la composition élémentaire de l'échantillon et la proportion des divers éléments. Les angles de dispersion peuvent également être mesurés et donner des informations.